# Самбодром
Самбодром (порт. Sambódromo) — улица в Рио-де-Жанейро, предназначенная для проведения уличных шествий, карнавалов самбы и других масштабных действий. Создан в 1984 году.
Сооружение, представляет собой огороженную 700-метровую улицу, по обеим сторонам которой находятся трибуны для зрителей. Общая площадь Самбодрома равна 85 тыс. м², на которой могут поместиться до 80 тыс. человек. Территория разделена на 12 секторов трёх категорий: 1) общая — относительно дешёвые билеты без указания определенного места; 2) 9-й турсектор — места в нём пронумерованы; 3) vip-ложи — рассчитаны на компании по 10 человек для которых здесь имеются мягкие диваны и бар.
Во время традиционного бразильского карнавала каждую ночь на Самбодроме проходят по 6 школ, в каждой из которых числится до 4-6 тыс. человек. Общее же количество школ равно 24, 12 из которых принято называть элитными (Grupo Especial. Первая Лига), а 12 — начинающими. Во время шествия каждая школа старается изобразить некую композицию из танцующих самбу людей.
Обычно карнавал длится 4 ночи с 21.00 до рассвета. В первую и вторую ночь карнавала по Самбодрому проходят школы Второй Лиги,  а далее — Первой. После подсчета голосов жюри в Пепельную Среду и выявления победителей проходит Парад чемпионов, в котором участвуют лучшие школы.
В рамках летних Олимпийских игр 2016 года на Самбодроме прошли соревнования по стрельбе из лука, а также часть марафонского забега. В рамках Паралимпийских игр 2016 года здесь также прошли соревноваться лучники.

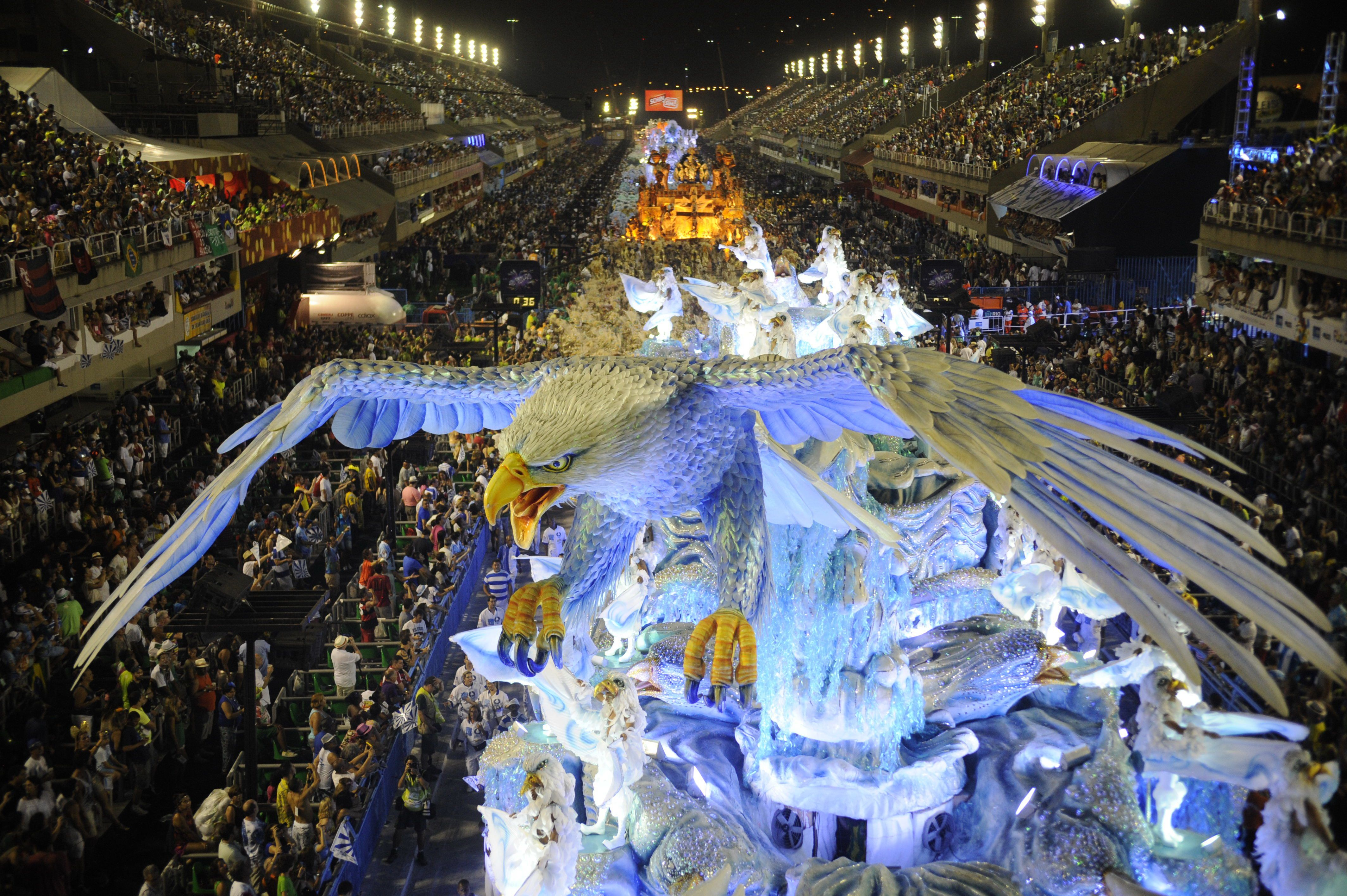
Самбодром
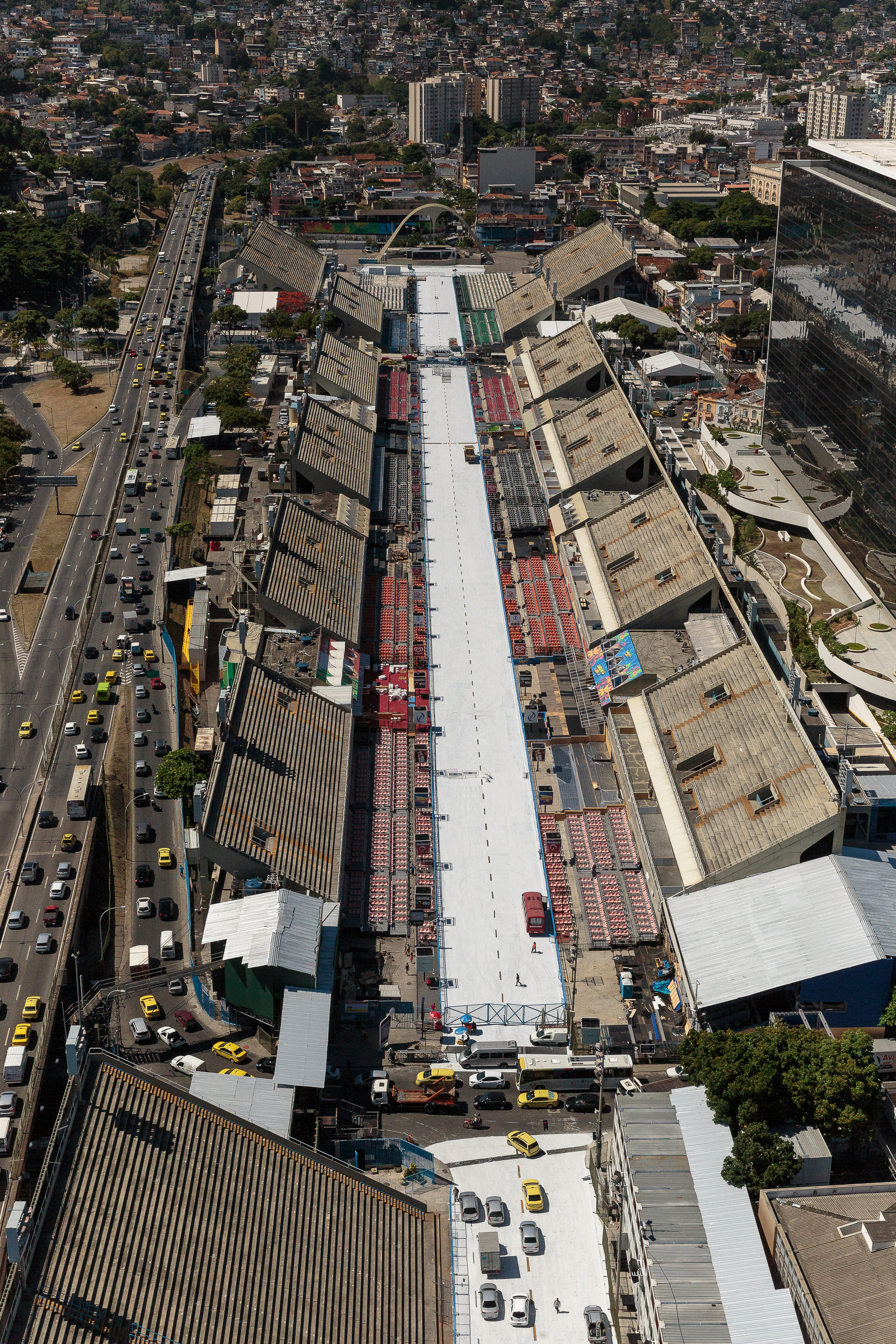